# Hysteric Blue
Hysteric Blue (ヒステリック・ブルー Hisuterikku Buru?) fue una exitosa banda de rock japonesa formada en Osaka, Japón en 1997 y disuelta en 2004. Durante el curso de su carrera musical publicaron un total de 14 sencillos, cinco álbumes de estudio, un álbum recopilatorio, tres compilaciones de vídeo, un DVD y 16 videos musicales. 
Son conocidos por los fanáticos del anime como la banda que proporcionó el tema de apertura para la serie de anime Gakkō no Kaidan, el tema de apertura para Vampiyan Kids y el tema de cierre de Spiral ~Suiri no Kizuna~. 
La banda se separó después que el guitarrista Naoki Akamatsu se declarara culpable por agresión sexual. Después de eso, Mayumi y Takuya comenzaron una nueva banda, The Screaming Frogs, que terminó al poco tiempo de su debut. Ambos tuvieron carreras por separado con reuniones puntuales para finalmente en 2013, reunirse para formar una banda que sería sucesora de su etapa como Hysteric Blue, llamada Sabão, que terminó actividades en 2018. 

## Historia
En julio de 1997, Tama y Takuya formaban parte de una banda de cuatro miembros en el "Tenten" (apodo para los conciertos callejeros frente al Castillo de Osaka), cuando fueron invitados a unirse por Naoki, quien había visto su actuación en el "Tenten", y así se formó la banda. Al inicio, formaba también parte un bajista de nombre Kazuto, que salió al poco tiempo de haber sido creada la banda.
Inmediatamente después de formar la banda, grabaron dos EP llamados PICNIC Y mf ~Mezzo Forte~ a modo de maquetas y la enviaron a gente de la industria. Después de captar la atención de Masahide Sakuma, quien luego se convirtió en su productor, firmaron un contrato con Sony Records en junio de 1998.
El 31 de octubre de 1998 hicieron su gran debut con el sencillo "RUSH!" y lograron un despliegue de su carrera con su segundo sencillo "Haru ~spring~" lanzado en enero de 1999, que se convirtió en su primer lanzamiento en entrar en el top 5 de Oricon en el puesto número 5. "Haru ~spring~ fue el 27.º sencillo más vendido de 1999 en Japón. Finalmente, el 1 de abril de 1999 se lanzó su primer álbum: baby Blue. Gracias al éxito de Haru ~spring~, el álbum alcanzó el número 5 en las listas de Oricon y se mantuvo en las listas durante 15 semanas. Finalmente, fue certificado doble platino, convirtiéndose en su lanzamiento más vendido hasta la fecha.
El 28 de julio de 1999, se lanzó su cuarto sencillo "Naze...". Se utilizó como tema principal de un drama y se convirtió en un gran éxito. El 31 de diciembre de 1999, participaron en el festival Kohaku Uta Gassen de NHK interpretando "Haru~spring~". El 23 de febrero del año 2000 se estrenó su segundo álbum: WALLABY. Posteriormente en 2001 y 2002 lanzaron 2 álbumes de estudio: bleu-bleu-bleu y MILESTONE respectivamente.
El 20 de noviembre de 2002, se lanzó su primer recopilatorio "Historic Blue", en el quinto aniversario de su formación.

El 17 de junio de 2003, anunciaron que vendría una pausa de actividades durante un concierto en vivo. 
"Hemos absorbido muchas cosas en estos 4 o 5 años desde nuestro debut, pero poco a poco hemos desarrollado nuestra propia individualidad. Decidimos tomar un descanso para que cada uno haga lo que quiera y luego volvamos a reunirnos" 

- Takuya. 
Al poco tiempo, el 6 de agosto de 2003, se estrenó el que fue su último álbum de estudio: JUNCTION***. Finalmente, el 23 de septiembre de 2003, el grupo comenzó su pausa indefinida después de realizar un show en vivo en Osaka.

El 4 de marzo de 2004, para sorpresa de los fans y sus compañeros de la banda, Naoki fue detenido por once cargos de violación y agresión sexual y sentenciado a 14 años de prisión. Inmediatamente, la banda anunció su disolución a través de su sitio web oficial en un comunicado firmado por Tama y Takuya:
A raíz de este incidente, hemos considerado que no podemos continuar nuestras actividades musicales bajo el nombre de Hysteric Blue. Es muy lamentable, pero hemos decidido disolvernos a partir de hoy. Lamentamos que esta decisión no cumpla con las expectativas de todos aquellos que nos apoyaron.

4 de marzo de 2004, Tama, Takuya
En ese momento, todas las obras de la banda fueron retiradas del mercado y quedaron descatalogadas. Posteriormente, debido a la condena a más de 10 años de prisión de Naoki, no se ha producido ninguna reposición o reedición de sus trabajos, y todas las obras permanecen descatalogadas.

## Miembros
- Mayumi Takeda "Tama" (voz)

Nacida el 28 de octubre de 1980 en la ciudad de Yao, Prefectura de Osaka. Después de disolver la banda, formó la banda "The Screaming Frogs ", donde estuvo a cargo de las voces y también escribió letras, incluyendo letras para canciones de personajes del anime "Fullmetal Alchemist". Posteriormente, de igual forma junto a Takuya, formaron Sabão en 2013. Paralelamente a sus actividades, lanzó su primer álbum en solitario en 2014. Lanzó tres álbumes en solitario antes de tomar una pausa.
- Takuya Kusunose "Takuya" (batería)

Nacido el 12 de abril de 1980 en la ciudad de Osaka. Compositor principal de Hysteric Blue. Escribió y compuso la mayoría de las canciones, incluidas sus canciones representativas "Haru ~spring~", "Grow Up" y "Naze...". Después de su éxito con "Haru~spring~", dijo en una entrevista: "Antes trabajaba a tiempo parcial, pero con este éxito, mis ingresos anuales se multiplicaron por millones y mi vida cambió por completo". Después de la disolución de la banda, ha trabajado en numerosos proyectos como músico de banda, músico de apoyo, compositor y compositor de música para teatro bajo su nombre real: Takuya Kusunose. Al igual que Tama, ha compuesto canciones para personajes de anime como "Fullmetal Alchemist" y "BLEACH", y ha trabajado con Masahide Sakuma para componer y escribir letras para otros artistas. En 2010, se unió a "The Screaming Frogs", la banda de Tama. En 2012, compuso y escribió la letra de dos canciones para el anime "Guilty Crown: Lost Xmas", el tema principal y la canción de inserción, junto con Masahide Sakuma. Posteriormente junto a Tama, formaron Sabão en 2013.
- Naoki Akamatsu "Naoki" (guitarras, programaciones, líder)

En marzo de 2004, fue arrestado por agresión sexual (mencionado anteriormente). En febrero de 2005, fue sentenciado a 14 años de prisión por violación y agresión sexual (tentativas incluidas) por el Tribunal de Distrito de Tokio. En mayo de 2006, su sentencia fue reducida a 12 años de prisión en la apelación, y la apelación fue rechazada, convirtiéndose en definitiva. Fue encarcelado en la prisión de Yamagata. Envió sus notas de prisión con su nombre real, Naoki Akamatsu, a la edición de agosto de 2016 de la revista mensual Sou. En septiembre de 2016, fue liberado de la prisión de Yamagata. Después de salir de prisión, ingresó en un centro de rehabilitación en la prefectura de Akita y se involucró en actividades sociales, publicando comentarios sobre feminismo e izquierda en Twitter. En septiembre de 2020, fue arrestado nuevamente por el cargo de agresión sexual con lesiones. En el momento de su arresto, había cambiado su nombre a "Naoki Nikaidō". El 30 de marzo de 2021, en el primer juicio celebrado en el Tribunal de Distrito de Saitama, declaró: "No entiendo el contenido de la acusación de agresión sexual, por lo que lo niego". En noviembre de 2021, fue sentenciado a un año y dos meses de prisión por el delito de intento de agresión sexual. Apeló la sentencia ante el Tribunal Superior de Tokio, pero el Tribunal Superior de Tokio rechazó la apelación el 30 de agosto de 2022.

### Banda de apoyo
- Masahide Sakuma

Productor a cargo. Participó también como músico de apoyo en la grabación, los conciertos y las grabaciones de televisión durante un período. En la etapa tardía de la banda compuso "Home Town". Después de la disolución, mantuvo contacto con Tama y Takuya, quienes incluso actuaron en su evento de cumpleaños.
- Hitoki

Músico de apoyo. Participó como bajista en presentaciones en vivo y grabaciones en reemplazo de Sakuma.

### Antiguos Miembros
- "Kazuto" (bajo)

Formó parte de los inicios de la banda desde la invitación de Naoki hasta la grabacipon de la primera maqueta "PICNIC". Abandonó la banda por motivos personales.

## Discografía

### Sencillos
1. RUSH! (1998-10-31)
2. Haru ~spring~ (春～spring～) (1999-1-21)
3. Little Trip (1999-5-8)
4. Naze... (なぜ…) (1999-7-28)
5. Futari Bocchi (ふたりぼっち) (1999-10-22)
6. Chokkan Paradise (直感パラダイス) (2000-1-26)
7. Dear (2000-3-29)
8. Grow up (グロウアップ) (2000-10-25) Opening de Gakkō no Kaidan. [1]
9. Daisuki (だいすき) (2000-11-22)
10. Reset me (2001-8-22)
11. Frustration Music (フラストレーション ミュージック) (2001-10-24)
12. Bayside Baby (ベイサイドベイビー) (2002-1-23)
13. Home Town (2002-11-7)
14. DOLCE ~Natsuiro Renbo~ (DOLCE～夏色恋慕～) (2003-6-18)

### Álbumes
- baby Blue (1999-4-1)
- WALLABY (2000-2-23)
- bleu-bleu-bleu (2001-1-24)
- MILESTONE (2002-2-20)
- JUNCTION*** (2003-8-6)

### Álbum Recopilatorio
- Historic Blue (2002-11-20)

### Compilaciones de Vídeo
- Baby Clips 1 (VHS / VCD)
- Baby Clips 2 (VHS / VCD)
- Baby Clips 3 (VHS / VCD)

- Historic Blue Films (DVD)

### Libros
- Blue Paper (Publicado por Sony Magazines en noviembre de 1999) ISBN 4-7897-1465-9.